# Yzengremer
 Yzengremer  es una población y comuna francesa, en la región de Alta Francia, departamento de Somme, en el distrito de Abbeville y cantón de Friville-Escarbotin.

## Demografía
| Gráfica de evolución demográfica de Yzengremer entre 2004 y 2018 |
|                                                                  |

Fuentes: INSEE.